# Инцидент от 15 март
Инцидентът от 15 март (на японски: (三・一五事件, Сан ичи-го джикен) представлява редица организирани репресивни мерки срещу комунисти и социалисти от страна на японското правителство през 1928 г. Сред арестуваните по време на инцидента е и марксисткият икономист Хаджиме Каваками.

## Организиране
Въпреки че Японската комунистическа партия е обявена извън закона веднага след учредяването ѝ през 1922 г., нейните членове се укриват и продължават да нарастват. Това нарушава социалния и икономическия климат в Япония (стачки, подривни дейности и др.) в периода около 1920 г. По време на парламентарните избори през 1928 г., които са първите, след като в страната е разрешено всеобщо избирателно право за мъжете, Японската комунистическа партия и нейните членове дават подкрепата си за законните партии, клонящи към социалистически или работнически платформи. Това кара консервативното правителство на Гиичи Танака (който държи мнозинство с един глас) да вкара в сила постановленията на законите за защита на мира от 1925 г. и да заповяда ареста на хора, за които се знае, че са комунисти, или са заподозрени в симпатизиране на комунистическата партия. Арестите се провеждат из цялата страна и започват рано сутринта на 15 март, като са щурмувани редакции на вестници, щабове на законни леви партии и т.нар. „изследователски центрове“ (различни клубове и организации, където се смята, че има комунисти). В резултат на това са задържани 1652 души.

## Последствия
Около 500 от задържаните са изправени пред съд, по време на публични процеси в Токийския областен съд от началото на 15 юни 1932 г., като присъдите са произнесени на 2 юли 1932 г. Тези процеси са внимателно режисирани с цел да се изобличат подривните действия на Японската комунистическа партия, както и връзката ѝ с работническото движение и други леви политически сили. Това се превръща и в претекст за забраняването на Работническо-селската партия, Японската младежка пролетарска лига и Съвета на японските профсъюзни. Всички подсъдими са признати за виновни и са изпратени в затвора, но тези, които публично се отричат от комунистическата идеология, получават по-леки присъди или са помилвани. Това е и началото на политиката „Тенко“, която има за цел да реинтегрира обратно в обществото хората с леви убеждения. Друго важно последствие от тези процеси е възможността министър-председателят Танака да прокара смъртната присъда в суровите закони за защита на мира.
Писателят Такиджи Кобаяши по-късно пише за инцидента от 15 март.